# Hold Tight
Hold Tight ist der Titel eines Pop-Rock-Songs von Dave Dee, Dozy, Beaky, Mick & Tich. Der Song wurde am 11. Januar 1966 bei Fontana Records in Marble Arch, London, aufgenommen und als Single im Februar 1966 mit der B-Seite You Know What I Want veröffentlicht, und erschien auch am 24. Juni 1966 auf dem Debütalbum der Band.
Der Song erreichte Platz 4 der UK Single Charts und war der erste Top-Ten-Hit der Band. Er erreichte Platz 27 in den australischen Single Charts und Platz 8 der Single Charts in Neuseeland. Der Song schaffte es nicht in die US Hot 100 Charts.

## Rezeption
- Musik – Mehr als 20 Coverversionen Hold Tight wurden von 1966 bis 1981 aufgenommen, unter anderem von Pat Simon, den Riats, den Beat Kings, den Snappers, den N’Betweens, den Los Belmont’s, den Jay Five und den Ravers (alle 1966).[2]
- Film – Hold Tight wurde im Soundtrack zu dem 2007 unter der Regie von Quentin Tarantino gedrehten Film Death Proof – Todsicher verwendet: Jungle Julia (Sydney Tamiia Poitier) macht einen Anruf bei dem Radiosender, für den sie arbeitet, und bittet um diesen Song,  kurz bevor sie und ihre Freunde bei einem Autounfall getötet werden.[3][4]
- Fußball – Der Rhythmus von Hold Tight ähnelt dem des Let's Go von The Routers, der bei Fußballfans seit den 1960er Jahren als Hup- und Klatsch-Stakkato verwendet wird.